# Batalha das Águas Azuis
Batalha das Águas Azuis (em lituano:  Mūšis prie Mėlynųjų Vandenų, em bielorrusso:  Бітва на Сініх Водах, em ucraniano:  Битва на Синіх Водах, em russo:  Битва на Синих Водах ou Синеводская битва) foi uma batalha travada em algum momento no outono 1362 ou 1363 em As margens do rio Sinjucha, afluente do Bug Meridional, entre os exércitos do Grão-Ducado da Lituânia e da Horda de Ouro. Os lituanos ganharam uma vitória decisiva e finalizaram sua conquista da Rússia de Quieve.

## Contexto
Depois da morte de seu governante Berdi Begue em 1359, a Horda Dourada experimentou uma série de disputas de sucessão e guerras que duraram duas décadas (1359–1381). A Horda começou a se fragmentar em distritos separados (ulus). Aproveitando-se da desordem interna dentro da Horda, o grão-duque Algirdas organizou uma campanha em terras tártaras. Ele pretendia garantir e expandir os territórios do sul do Grão-Ducado da Lituânia, particularmente o Principado de Quieve. Quieve já estava sob controle semi-lituano depois da Batalha do Rio Irpin no início de 1320, mas ainda pagava tributo à Horda.

## Batalha
Em 1362 ou 1363, Algirdas marchou entre os rios Dniepre e Bug Meridional. Em primeiro lugar, Algirdas capturou territórios remanescentes do Principado de Czernicóvia - a maior parte do território, incluindo a capital em Briansk, caiu sob controle lituano por volta de 1357-1358. Os lituanos então atacaram Korshev (Коршов), uma fortaleza não identificado localizada na parte mais alta do rio Bystraya Sosna, afluente do rio Don. Acredita-se que Algirdas conquistou mais territórios do antigo Principado de Pereslavl.
A área pertencia aos ulus da Crimeia, que estava envolvida numa campanha contra a Nova Sarai e não conseguia organizar uma resistência eficaz. No outono, o exército lituano cruzou o rio Don em Podólia. Três ramos tártaros de Podólia reuniram um exército para resistir à invasão. Acredita-se que os exércitos se encontraram na atual Torhovytsia (ucraniano: Торговиці). Na época, a cidade era conhecida como Yabgu em turco, ou cidade regente, e Sinie Vody em russo, ou "águas azuis".
Uma breve descrição da batalha de Maciej Stryjkowski, publicada em 1582, sobreviveu até os dias de gohe. De acordo com Stryjkowski, Algirdas organizou seu exército em seis grupos e posicionou os doldados em um semicírculo. Os tártaros começaram a batalha lançando flechas nos lados da formação lituana. Tais ataques tiveram pouco efeito e os lituanos e rutenos, armados com lanças e espadas, avançaram e quebraram as linhas de frente do exército tártaro. Filhos de karijotas com unidades de Navahrudak atacaram flancos tártaros com bestas. Os tártaros não puderam manter sua formação e fizeram um recuo desorganizado. Algirdas conseguiu uma vitória decisiva.

## Consequências
A vitória trouxe a cidade de Quieve e uma grande parte da Ucrânia atual, incluindo a esparsamente povoada Podólia e Dicra, sob o controle do Grão-Ducado em expansão da Lituânia. O ducado também ganhou acesso ao Mar Negro. Algirdas deixou seu filho Vladimir em Quieve. Depois de tomar Quieve, a Lituânia se tornou um vizinho direto e rival do Grão-Ducado de Moscou. A Podólia foi confiada aos sobrinhos de Algirdas e comandantes durante a batalha.